# 변태 가면 2: 잉여들의 역습
《변태 가면 2: 잉여들의 역습》은 2016년 5월 14일에 공개된 일본의 코미디 영화이다.

## 캐스팅
- 시키죠 쿄스케 / 변태가면 - 스즈키 료헤이
- 히메노 아이코 - 시미즈 후미카
- 시키죠 마키 - 카타세 나나
- 오오가네 타마오 - 무로 쓰요시
- 변태선인 - 야스다 켄
- 시키죠 하리오 - 이케다 나루시

## 주제가
CTS〈WAVINESS feat. 난바 시호〉(유니버설 뮤직)